# 天地渡化
天地渡化。台灣道教以及民間信仰的「三赦」儀式之一，「三赦」分別是天赦、地赦和天地渡化，天地渡化為「三赦」儀式的最後一關，祈求對象為「觀世音菩薩」。:73-80

## 簡介
「三赦」是一種表達懺悔、向上天祈求寬宥自己在人世間犯過錯誤的一種儀式，盛行於漢族民間，雖整體偏屬道教，但已摻和些許佛教「業力」的概念。俗語所謂「跳脫三界外，不在五行中」，便是探討不論是任何事物，只要涉入人鬼神三界，便無可倖免遭受到陰陽五行的干擾，其中包括「業力」。
「天地渡化」是一個將人的精神意念之中，如有煩惱、憂懼、憤怒、不安等情緒給排除，進而改變周遭人事物環境，回歸萬物和諧狀態的儀式。觀世音菩薩是一個民間「聞聲救苦」的神明，如若人遭逢災殃，口呼「觀世音菩薩」名諱，不僅能夠化解自己的災厄，同時那股正要施加在自己身上的「業力」，也會蒙觀世音菩薩的慈悲而得到化解和救贖，此即「陰陽兩利」之道理。觀世音菩薩因渡化世人之宏願，當人進行「天赦」、「地赦」之後，尚需延請觀世音菩薩主持「天地渡化」，將身邊的「業力能量」全數送至觀音道場，祈求觀音渡化這些能量，方為功德圓滿。:91-102
這些業力或能量在觀音淨土得以修行，係基於自己曾送修之善舉，所以日後若自己遭到困境，這些能量反而有機會助自己一臂之力，亦為廣結善緣的一種方式。:91-102

## 前置作業
根據派別、書籍不同，會有些許差異；本文依據王品豊所著《拜拜系列之二：這樣拜才有錢》，簡述如下：:91-102

### 地點
- 供奉觀世音菩薩(觀音佛祖)的廟寺。可供燒金紙。
- 台北地區  林口竹林山觀音寺
- 台南地區  台南大觀音亭

### 日期
廟宇開放時間皆可：
- 「地赦儀式」結束後，結束當日亦可。

### 準備物品
- 花、燭、水果。
- 稟文[b]一張，以黃紙書寫。

- 壽生蓮花三朵
- 補運錢三十支（或以五十萬、五百萬為單位）
- 手珠一串（材質不拘）。[3]

## 儀式流程
天地度化：稟文A3(A4 兩張合併) 黃紙紅色字
一、 進行時間：風和日利的好天氣(上午)
二、 步驟：
1.   添功德金(金額200元以上)，取收據。
2.   將四品禮品、疏文(於姓名及生辰等處捺大拇指印，男左女右)、功德金收據及念珠置案桌，點燭燃香。
3.   先朝天拜，口念：「奉請玉皇大天尊在上、祝天過往神佛在上，信士(信女)OOO(生辰、住址)今日來OOO觀音寺，祈求觀世音菩薩為信士(信女)天地度化，在此稟明並祈求今日辦理圓滿順利。」
4. 依主配祀順序，上香稟告今天的目的。祈求諸神佛助我今天圓滿。
5.到觀世音菩薩座前將疏文念一次，然後請示各種金紙數量，每一種金紙一允筊，總統計三次允筊，準備金紙。
6.再到觀世音菩薩座前請示『今日如果一切圓滿，請賜連續三次允筊』。如無法得到連續三次允筊，則請示是否有事要指示（家庭、事業、健康、祖先、冤親債主、陰宅、陽宅），或者要補其他功德（念經咒、放生、助印經書、育幼院、養老院），慢慢請示，答案會自然出現！！
7. 奏稟完成待10分鐘，擲筊請示可否奉化紙錢?再稟：「信士(信女)OOO今日感謝觀世音菩薩作主，引渡因果業力慈航濟度，使陰陽兩利各歸本位，感謝觀世音菩薩慈悲，並祝香火鼎盛，神威顯赫。如果一切圓滿，是不是可以奉化紙錢？」得聖筊(一筊)後三叩謝，燒化紙錢。
8.   念珠不帶走。
9.   再稟：「信士(信女)OOO今日感謝觀世音菩薩作主，引渡因果業力慈航濟度，使陰陽兩利各歸本位，祝香火鼎盛，神威顯赫。」三叩謝。
天地度化金紙參考數量
四色金3份、蓮花金○○支、補運錢30支、壽生蓮花3朵